# Chip Cravaack

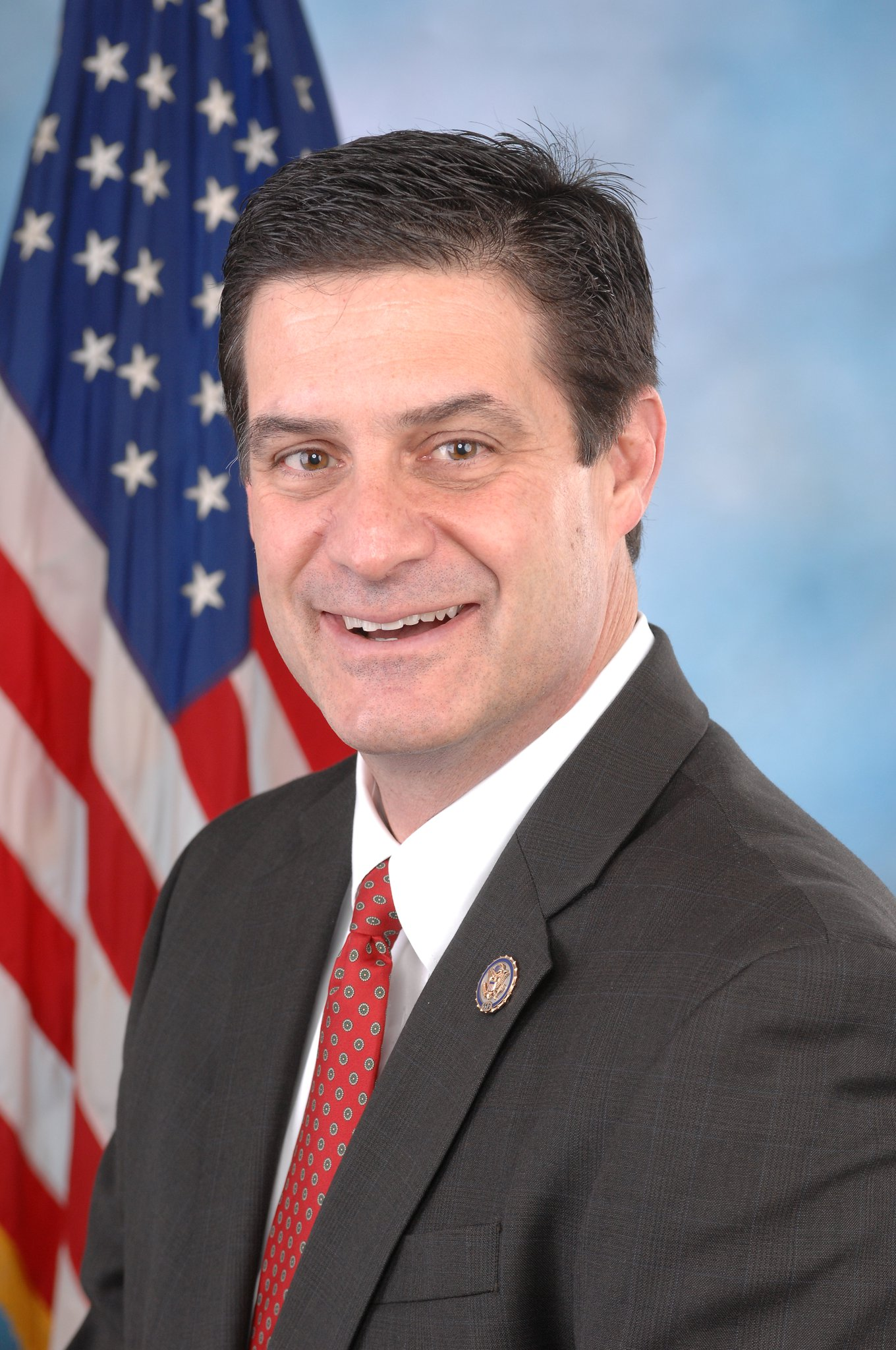
Chip Cravaack (2011)

Raymond John „Chip“ Cravaack (* 29. Januar 1959 in Charleston, West Virginia) ist ein amerikanischer Politiker der Republikanischen Partei. Von 2011 bis 2013 vertrat er im US-Repräsentantenhaus den achten Wahlbezirk des Bundesstaates Minnesota.
In der Wahl 2012 unterlag er seinem demokratischen Mitbewerber Rick Nolan.

## Leben
Chip Cravaack stammt aus einer militärisch geprägten Familie: Sein Vater deutsch-österreichischer Herkunft war Soldat im Koreakrieg, sein Großvater zog in den Ersten Weltkrieg. Cravaack wuchs in Cincinnati auf und besuchte dort auch die Schule. 1981 erwarb er den Bachelor-Abschluss an der United States Naval Academy; 1989 folgte der Master of Education an der University of West Florida. Danach arbeitete er als Militärpilot und als Pilot für Northwest Airlines. 
Bei den Wahlen zum Repräsentantenhaus der Vereinigten Staaten 2010 gewann Cravaack als republikanischer Kandidat im achten Distrikt von Minnesota mit 47 Prozent der Stimmen und 4.400 Stimmen Vorsprung knapp gegen den demokratischen Amtsinhaber Jim Oberstar, der auf 46 Prozent kam. Cravaack wurde damit der erste republikanische Vertreter des 8. Bezirks von Minnesota seit 1947. Bei der Wahl 2012 verlor Cravaack seinen Sitz wieder gegen den Demokraten Rick Nolan mit etwa 45 zu 55 Prozent der Stimmen und schied am 3. Januar 2013 aus dem Amt. 